# Richard Kobrak
Richard Kobrak (geboren 15. Oktober 1890 in Breslau; gestorben Oktober 1944 im KZ Auschwitz) war ein deutscher Sozialpolitiker.

## Leben

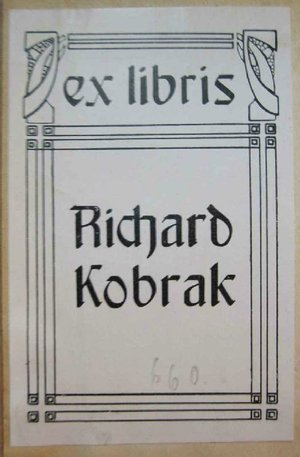
Exlibris

Richard Kobrak war ein Sohn des Mediziners Georg Kobrak (1864–1937) und der Jenny Wohlauer (1866–1942), die zum Protestantismus konvertierte Juden waren. Er besuchte das Johannesgymnasium Breslau und studierte Rechts- und Staatswissenschaften an den Universitäten Breslau, Freiburg im Breisgau und München. Er wurde 1912 mit einer Dissertation zum Herausgabeanspruch in Breslau promoviert. Das Rechtsreferendariat machte er im Landkreis Glatz in Reinerz. Kobrak war von 1914 bis 1918 Soldat im Ersten Weltkrieg.
Ab 1919 bis 1927 war Kobrak als Jurist in der Stadtverwaltung Breslau tätig, zuletzt im Rang eines Obermagistratsrats. Er heiratete die Lehrerin Charlotte Stern (1893–1944), eine Tochter des Mediziners Richard Stern und Tante des Historikers Fritz Stern, sie hatten drei Kinder, Käthe Toni (geboren 1918), Helmut Richard (geboren 1920) und Eva Maria (geboren 1922).
1928 wechselte Kobrak als Generaldezernent im Wohlfahrts- und Jugendamt in die Magistratsverwaltung der Stadt Berlin. Neben der Koordination der Sozialarbeit in den Stadtbezirken war er für Grundsatzfragen zuständig. Kobrak wirkte im Sozialausschuss des Deutschen Städtetags (DST), war Mitglied des Hauptausschusses des Deutschen Vereins für öffentliche und private Fürsorge (DV) und war Dozent an der Sozialen Frauenschule der Inneren Mission Berlin und Vorstandsmitglied und Dozent an der Deutschen Akademie für soziale und pädagogische Frauenarbeit.
Nach der Machtübergabe an die Nationalsozialisten 1933 wurde Kobrak zunächst entlassen, musste dann aber aufgrund des Frontkämpferprivilegs wieder eingestellt werden. Er wurde im April 1935 in die Finanzverwaltung abgeschoben, und zum 1. Januar 1936 erfolgte mit Hilfe der Nürnberger Gesetze seine Zwangspensionierung. 1935 schlossen sich Richard und Charlotte Kobrak der Bekennenden Kirche an. 1936 engagierte Kobrak sich ehrenamtlich im Paulusbund. Bei den Novemberpogromen 1938 tauchte er kurzzeitig unter, um dem Terror der deutschen Judenverfolgung zu entgehen. Als Eltern sorgten Richard und Charlotte Kobrak nun dafür, dass die drei Kinder mit Kindertransporten nach England in eine relative Sicherheit gebracht wurden, die beiden Töchter überlebten den Krieg in England, der Sohn in Australien.
Ab 1937 arbeitete Kobrak bei dem Germanisten Heinrich Spiero, der eine Hilfsstelle für christliche Volljuden eingerichtet hatte. Die Tätigkeit ging 1939 an das Büro Pfarrer Grüber über. Das Ehepaar Kobrak hatte seine eigenen Einwanderungspapiere für die USA erst in Händen, als die Grenzen 1941 endgültig geschlossen waren. 1940 wurde er zur Zwangsarbeit bei den Siemens-Schuckertwerken verpflichtet. Im November 1941 wurden sie aus ihrer Wohnung und in Berlin-Lankwitz ausgewiesen, es wurde ihnen ein Zimmer in einer Judenwohnung zugewiesen. Am 18. März 1943 wurden sie in das Ghetto Theresienstadt deportiert. Von dort wurde Richard Kobrak am 16. Oktober 1944 in das KZ Auschwitz transportiert, wo er ermordet wurde. Seine Frau kam in einem anderen Transport am 19. Oktober nach Auschwitz und wurde ebenfalls ermordet.

## Schriften (Auswahl)
- Die Verbindung des Herausgabeanspruchs mit der Schadensersatzforderung für den Fall der Nichtherausgabe. Leipzig, 1912
- Die öffentliche Fürsorge und ihre Beziehungen zur Sozialversicherung. Berlin: Bund deutscher Krankenkassenbeamten und -Angestellten, 1929